# Medicina pubblica
La medicina pubblica si occupa dei rapporti tra la medicina e la collettività, ed è composta da medicina sociale e medicina legale.

## Medicina legale
A sua volta si suddivide in:
- Medicina giuridica, la branca che studia l'evoluzione del diritto e dell'interpretazione delle norme in riguardo alla possibile applicabilità dal punto di vista medico;
- Medicina forense, che utilizza la medicina al fine di accertamento di singoli casi di interesse giudiziario.

## Medicina sociale
È quel ramo che tratta di problemi medici inerenti comunità più o meno ampie di persone.